# Bemisaleyrodes
Bemisaleyrodes es un género de insectos hemípteros de la familia Aleyrodidae, subfamilia Aleyrodinae. El género fue descrito primero por Cohic en 1969.

## Especies
La siguiente es la lista de especies pertenecientes a este género.
- Bemisaleyrodes balachowskyi Cohic, 1969
- Bemisaleyrodes brideliae Bink-Moenen, 1983
- Bemisaleyrodes grjebinei (Cohic, 1968)
- Bemisaleyrodes pauliani Cohic, 1969